# Torrione di Baganzola
Der Torrione di Baganzola, auch Torrione Valeri, ist ein spätmittelalterlicher Turm im Stadtteil Baganzola der Stadt Parma in der italienischen Region Emilia-Romagna. Er liegt in der Via Ferdinando Santi 3.

## Geschichte
Die ursprüngliche Burg, die das Territorium von Baganzola beherrschte, ließ Bonifacio Aldighieri 1314 errichten. Die Erlaubnis hierfür hatte der von Giberto III. da Correggio, dem Herrn von Parma, erhalten. An den Kosten mussten sich alle Vasallen beteiligen, die in der Gegend zwischen dem Taro und dem Canale Naviglio bis hin zur Grenze nach Colorno wohnten. Gegen diese Inanspruchnahme lehnte sich im Folgejahr Matteo da Correggio, der Neffe von Giberto III. da Correggio, auf: Nachdem er eine Burg in seinem Lehen San Quirico hatte bauen lassen, wandte er sich mit Hilfe von Gianquirico Sanvitale, Luchino Visconti, der Bürger von Borgo San Donnino und zahlreicher Ghibellinen aus Mailand, Bergamo, Lodi, Piacenza, Mantua, Cremona und Verona gegen Paolo Aldighieri, der sich inzwischen in der Burg niedergelassen hatte. Die Aufständischen griffen die Burg an, stürmten sie und zerstörten sie. Sie plünderten auch einige Dörfer, darunter Baganzola, Vicomero, Castelnovo und San Siro, und eroberten die Rocca dei Rossi. Als Reaktion hierauf griffen die Guelfen an und zwangen Matteo da Correggio, der in der Zwischenzeit die Unterstützung von Gianquirico Sanvitale verloren hatte, zur Kapitulation. Die Gefangenen wurden befreit und erhielten ihre eingezogenen Lehen zurück.
Paolo Aldighieri ließ in der Folge die Burg wieder aufbauen, aber 1325 griffen die Truppen von Azzo Visconti, der mit den Pallavicinis verbündet war, die Herren aus Parma an und plünderten die Dörfer Vicofertile, Vigolante, Madregolo, Bianconese, Fontevivo, Fraore, Vicomero, Pietrabaldana, Viarolo, Collecchio, San Martino Sinzano, Felino, Medesano und Borgo San Donnino. Auch die Burg in Baganzola wurde angegriffen und vollständig zerstört.
1435 verlehnte Herzog von Mailand, Filippo Maria Visconti, Baganzola an Andrea Valeri, der bereits Lehensnehmer von Beneceto war. Dieser ließ den Turm bauen, vermutlich an der Stelle der alten Burg. Das Gebäude wurde 1438 fertiggestellt.
Die Grafen Valeri hielten Baganzola und die angrenzenden Territorien bis 1805 in ihrem Besitz, dann schafften die Dekrete Napoleons die direkte Feudalherrschaft ab. Der Turm, den ein Privatmann erwarb, wurde in einen Wohnturm umgebaut.

## Beschreibung
Der massive Turm hat einen quadratischen Grundriss.
Die Fassaden, die ganz mit Mauerwerk verkleidet sind, haben Fenster auf drei Ebenen, über denen sich rund um den Turm ein gezahntes Gesims befindet. Weiter oben sind die ghibellinischen Zinnen vom Dach bedeckt.